# Estadio Monumental (River Plate)
El Estadio Monumental, denominado comercialmente como Mâs Monumental, es un recinto deportivo mundialista propiedad del Club Atlético River Plate, ubicado en la ciudad de Buenos Aires, Argentina. Situado en la avenida Figueroa Alcorta 1797, en el barrio de Belgrano, fue inaugurado el 26 de mayo de 1938 con un partido amistoso entre River Plate y Peñarol de Uruguay, que finalizó 3–1 a favor del equipo local.
Su construcción fue impulsada por Antonio Vespucio Liberti, presidente del club, quien en 1933 comenzó a planificar el proyecto mientras el equipo jugaba en su antigua cancha ubicada en Alvear (avenida del Libertador) y Tagle, en el barrio de Recoleta. El 29 de noviembre de 1986, en homenaje a su principal impulsor, el estadio fue renombrado como «Estadio Antonio Vespucio Liberti». Posteriormente, el 5 de abril de 2022, adoptó su denominación actual a raíz de un acuerdo comercial entre la empresa de supermercados Chango Mâs y el presidente del club, Jorge Brito.
Con una capacidad para 85 018 espectadores, lograda tras las remodelaciones finalizadas en 2023, el Monumental es el recinto deportivo con mayor aforo de Argentina y Sudamérica. Debido a esta característica, es la sede habitual de la selección argentina de fútbol para sus partidos oficiales y amistosos.
A lo largo de su historia, el estadio ha sido escenario de importantes torneos internacionales, incluyendo ediciones de la Copa América (1946, 1959, 1979, 1983, 1987 y 2011) y la Copa Mundial de la FIFA (1978). Además, ha albergado finales de competiciones nacionales e internacionales, consolidándose como un referente en el fútbol sudamericano

## Historia

### Construcción

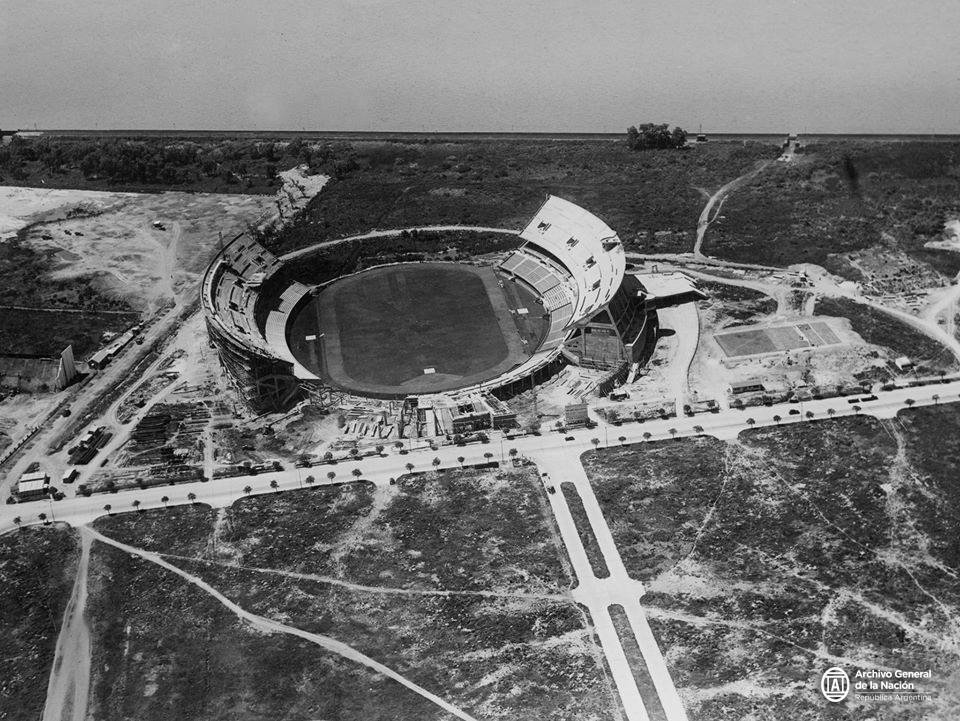
El estadio en construcción, con las tribunas San Martín y Belgrano terminadas.

El Monumental de River Plate es el estadio más grande de Argentina y Sudamérica con una capacidad máxima de 85 018 espectadores, se levanta sobre terrenos ganados a la costa cenagosa del Río de la Plata. La tarea de rellenar los bañados fue hecha por un escocés llamado Daniel White, quien a mediados del siglo XIX había adquirido una estancia de 47 cuadras en esa zona. En esa superficie construyó un hipódromo, que se llamó «Hipódromo de Saavedra» o directamente «Hipódromo de White». Por lo tanto, a principios del siglo XIX la ubicación exacta del Monumental era parte del Río de la Plata. El Hipódromo de White ocupaba una extensión de 16 cuadras y disponía de tribuna para público. En 1866, una tormenta de Santa Rosa arrasó con la construcción y sus directivos buscaron otro lugar para un nuevo asentamiento. Encontraron un predio de 67 hectáreas en el que inauguraron en 1867 el famoso Hipódromo Argentino de Palermo.
El terreno del Hipódromo de White pasó por diversas manos hasta que la Municipalidad de la Ciudad de Buenos Aires promovió un juicio contra la sociedad que lo regenteaba. El antiguo hipódromo tenía dos rectas paralelas a la actual avenida Lidoro Quinteros, mientras que la actual calle Victorino de la Plaza, arteria en forma de U ubicada en el ángulo de las avenidas Monroe y Libertador, no hace más que respetar el trazado de la antigua pista. Además, la tribuna Sívori del Monumental coincide casi exactamente con la curva opuesta del hipódromo, con lo cual todo lo que puede verse en la actualidad tiene una marcada presencia de las instalaciones levantadas por White.
Hacia 1935 se sabía que River no iba a poder prolongar por mucho tiempo la ubicación del antiguo estadio de avenida Alvear y Tagle, ya que los terrenos no pertenecían al club y el contrato de alquiler no le sería renovado. El problema era grande dado que allí River Plate no solo tenía un importante estadio para esa época, sino que además poseía muchas instalaciones deportivas anexas destinadas a los socios, tal como ocurre en la actualidad. Esas instalaciones sirvieron en parte para captar un gran número de asociados dada su comodidad e infraestructura. Tal como estaba previsto, fue desalojado de esta ubicación en 1937, pero el club ya había puesto en marcha en 1934 algo mucho más grande.
El presidente Antonio Vespucio Liberti sugirió comprar los terrenos en donde hoy se encuentra el Monumental. La zona donde finalmente se construyó el estadio era muy despoblada a punto tal que los terrenos donde hoy se posaba el Monumental habían quedado casi abandonados, salvo por la presencia del hipódromo, y el Río de la Plata tenía su costa a pocos metros de allí.
Luego de muchas negociaciones, River adquirió un préstamo del gobierno a través del Banco Hipotecario Nacional, dado que la idea de construir un estadio que pudiese ser considerado como el estadio nacional, pero que estuviese manejado por un club como River Plate en lugar de estar en manos del estado, sedujo a los gobernantes, quienes dieron el visto bueno. Anteriormente a eso, el club adquirió los terrenos en cuestión a un valor de 11 pesos el metro cuadrado. River compró alrededor de 5 hectáreas y la Municipalidad de Buenos Aires donó otras 3,5 hectáreas, que son en definitiva las 8,5 que el club posee en la actualidad.
En 1934 el club llamó a concurso nacional de anteproyectos para la construcción del Monumental. La idea era simple: diseño de un estadio con pista de atletismo, completamente construido en hormigón armado, con instalaciones deportivas anexas tanto en el interior como el exterior del mismo, y que contemplara la posibilidad de llegar a una súper capacidad de 120.000 espectadores. En aquella época los Juegos Olímpicos eran mucho más populares que los mundiales de fútbol, de allí la necesidad de incorporar una pista de 400 metros alrededor del campo, con la esperanza de poder albergar dicha competencia internacional, si bien esto nunca ocurrió.
El concurso fue ganado por los arquitectos José Aslan y Héctor Ezcurra, con la ayuda del dibujante Fidias Calabria, lo que significó una marca de por vida en la historia de este afamado estudio de arquitectura, encargado de casi todas las remodelaciones al Monumental desde entonces.
Las obras preliminares llevaron mucho tiempo debido al necesario acondicionamiento del terreno, haciendo una correcta nivelación y requiriendo un extenso planeamiento de sus fundaciones, debido a que el lugar era un asentamiento inestable, en el que salían chorros de agua de napas subterráneas al hacer las excavaciones, que podían provocar desmoronamientos imprevisibles. Problemas tremendamente complejos de solucionar dado que el Monumental fue construido casi sin maquinarias, en poco más de dos años, haciendo las bases de las columnas a mano, con palas, ya que no existían las excavadoras, extrayendo el agua de las napas subterráneas que inundaban las excavaciones con bombas de achique accionadas también a mano, transportando la tierra a lomo de burro en alforjas, y rellenando la zona del campo de juego y tribunas a mano, con primitivos elementos de trabajo. Una obra verdaderamente faraónica, como lo fue la construcción del antiguo Coliseo de Roma, cuyos planos fueron la base arquitectónica del Monumental.
Cuando el estadio comenzó a construirse en el actual barrio River solo había tres calles: la avenida Centenario (hoy Figueroa Alcorta), la avenida Río de la Plata (hoy Udaondo) y la ya mencionada avenida Lidoro Quinteros. Un poco más allá estaba la avenida Blandengues (hoy Avenida del Libertador), en donde había unas pocas casas. El resto del espacio no tenía calles demarcadas y estaba muy deshabitado. En el medio estaba la Empresa Argentina de Cemento Armado que durante los años 1936 a 1938 construyó el Monumental.

### Inauguración

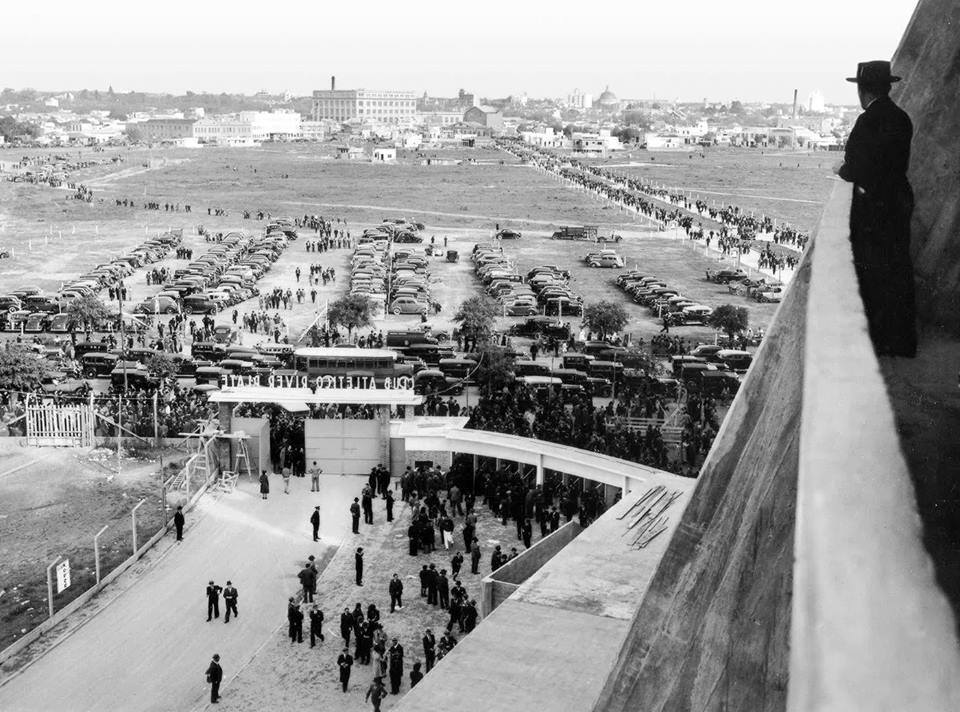
El ingreso al estadio en el día de su inauguración.

El estadio comenzó a construirse el 27 de septiembre de 1936 y se inauguró oficialmente el 25 de mayo de 1938, con lo cual la obra demandó poco menos de dos años, tiempo récord para semejante estadio con las técnicas con las que se trabajaba.
Cuando se diseñó el Monumental el proyecto original constaba de cuatro grandes tribunas. Como el dinero del préstamo bancario no alcanzó para levantar la totalidad de las gradas, el estadio se inauguró con forma de herradura. El mito popular cuenta que mucha gente siempre creyó que la forma de herradura era la estructura definitiva del Monumental, formando la famosa «ventana al Río de la Plata» y que la construcción de la actual tribuna Sívori, comenzada con la venta de este jugador en 1958 y concluida en 1978 en ocasión del Mundial, era un agregado que no figuraba en el proyecto original. Sin embargo siempre estuvo contemplada.
Se eligió el mes de mayo para la inauguración del nuevo estadio. El miércoles 25 de ese mes cerca de 65.000 personas presenciaron la entrega de una bandera argentina y otra del club, costeadas por un grupo de asociados, y entonaron el Himno Nacional Argentino y la marcha del club. Al día siguiente, la fiesta reunió a cerca de 68 000 espectadores. Después de diferentes actividades la gran tarde se completó con un partido disputado entre River y Peñarol de Uruguay.
| 26 de mayo de 1938             | River Plate | 3-1 | Peñarol | Estadio Monumental, Buenos Aires |  |
|                                |             |     |         | Asistencia: 68 000 espectadores  |  |
| Partido inaugural del estadio. |             |     |         |                                  |  |

Con excepción a la tribuna Centenario (llamada así porque la avenida Figueroa Alcorta llevaba ese nombre hacia 1938), las tribunas del Monumental tenían nombres diferentes de los actuales. La tribuna Belgrano se denominaba Río de la Plata, porque la actual avenida Udaondo llevaba ese nombre, mientras que la tribuna San Martín era simplemente llamada Social, ya que la misma era destinada a los socios, personalidades y autoridades. La tribuna Sívori iba a llamarse Colonia (porque en los días más despejados se llegaba a ver al otro lado del río la ciudad uruguaya desde la actual Belgrano Alta), algo que no llegó a ocurrir dado que recién se levantó 20 años después de la inauguración del estadio. Finalmente una vez finalizada aquella tribuna se la llamó Almirante Brown por las proezas de aquel prócer en ese río. Luego en febrero de 2005, después del fallecimiento de Omar Sívori, la tribuna sería renombrada con su apellido a modo de condecoración y agradecimiento. La primera tribuna en ser construida fue la actual San Martín. Luego se realizó la Belgrano, quedando en medio de ambas el espacio para hacer las tribunas Colonia (Sívori) y Centenario. Por ende, esta última fue la tercera en ser levantada, y su finalización derivó en la inauguración del Monumental en 1938.

### 50.º aniversario
En 1988 se celebró el cincuentenario del Monumental con una copa que disputaron River Plate y el Hellas Verona de Italia, equipo al que habían sido transferidos Claudio Caniggia y Pedro Troglio. Se jugaron dos partidos y la copa fue ganada por River. Caniggia y Troglio actuaron un partido para cada equipo, y en el segundo partido se despidieron Antonio Alzamendi y Oscar Ruggeri, quienes fueron transferidos al Club Deportivo Logroñés.

### 75.º aniversario
En 2013, con motivo del 75.º aniversario de la inauguración, Adidas Argentina presentó una camiseta especialmente diseñada para la ocasión, que rindió homenaje tanto a este estadio como a los hinchas del Club Atlético River Plate.
La edición especial contó con el estadio de fondo, y la utilización del color negro como símbolo de la gala y elegancia que la ocasión ameritó. Además tiene un escudo extra al que exhibe el club en cada juego, que incluye el número 75 en referencia al aniversario.

## Reformas

### 1951

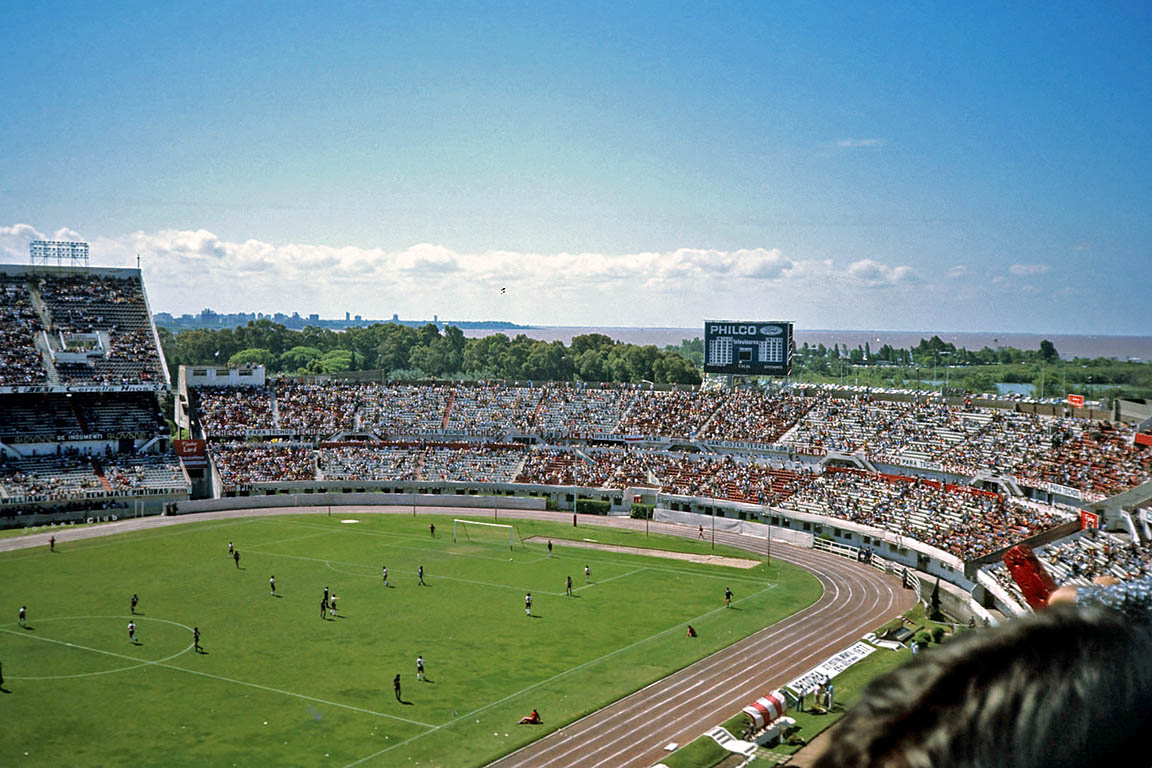
Tribuna Sívori en los años 1970.

En el marco de los Juegos Panamericanos de 1951 en Buenos Aires, el estadio albergó la ceremonia de clausura y los eventos de atletismo.
Para acondicionar al estadio para el atletismo, se debió reformar la pista olímpica del estadio, porque esta poseía solo 6 andariveles, y esto no permitía el desarrollo de las pruebas. Entonces se tuvieron que construir los 2 carriles faltantes a base de carbonilla gruesa de 15 cm, 50% de carbonilla molida, 30% de tierra negra zarandeada y 20% de polvo de ladrillo, para poder realizar una prueba de fondo correctamente.

### 1958
La herradura se cerró parcialmente en 1958, bajo la presidencia de Enrique Pardo y para esa nueva construcción, la platea Colonia, fue decisivo el dinero ingresado (18 millones de pesos) por la transferencia de Omar Sívori a la Juventus de Italia. Con la conclusión de la tribuna, la capacidad era de 30 000 personas.

### 1977-1978

Interior del Estadio Monumental al momento de iniciar las obras de para la Copa Mundial de Fútbol de 1978.

El estadio Monumental fue designado sede por el gobierno de Perón en 1974, en virtud de sus cualidades edilicias y ubicación estratégica, sin embargo por parte del Estado Nacional y FIFA se crea un ente previo al mundial, pero el crédito a efectos de su remodelación nunca se hizo efectiva durante el gobierno de facto de Jorge Rafael Videla.
En 1976 la Junta Militar encabezada por el teniente general Videla, que había tomado el poder mediante un golpe de Estado, creó un organismo denominado Ente Autárquico Mundial '78 (EAM 78), el cual se encargaría de la remodelación de estadios, la construcción de tres inmuebles, y del desarrollo total de la infraestructura logística, turística y de comunicaciones. Entre los estadios que el EAM 78 remodelaría, se encontraban el de River Plate, Vélez Sársfield, Rosario Central, el de la ciudad de Mendoza (construido en la falda del Cerro de la Gloria), el de Mar del Plata y el de Córdoba, emplazado en la zona de Chateau Carreras.

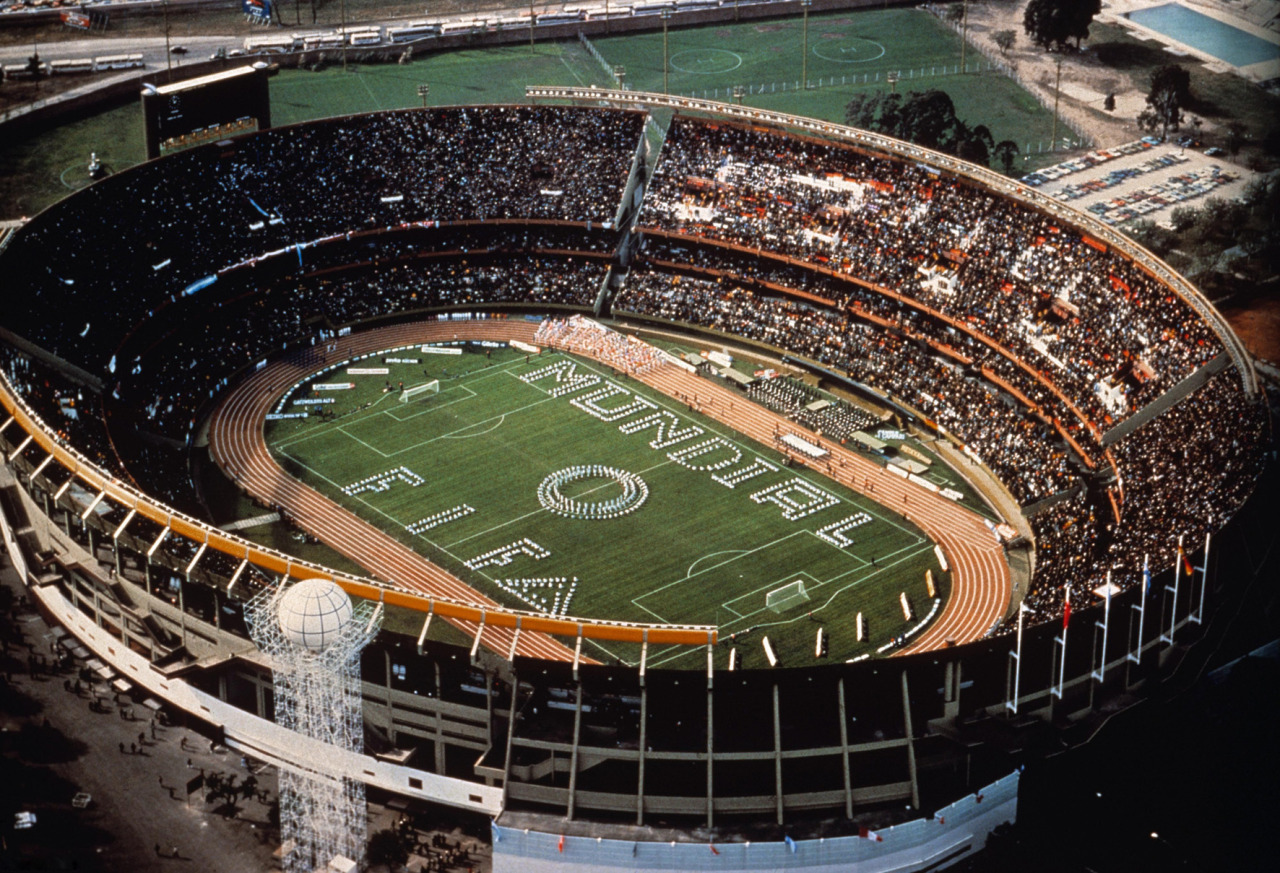
Ceremonia inaugural de la Copa Mundial de Fútbol de 1978.

El proyecto EAM 78 estaba en manos del Ejército, que debía asegurarse que el dinero que se manejaba en el Mundial no debía de ser «justificado». Este dinero fue utilizado principalmente para construir estadios que costaron aproximadamente 5 veces más que los de España 1982. Fue desde su asunción que los costos comenzaron a trepar de modo inaudito, hasta alcanzar los 520 millones de dólares. Durante el lapso en que estuvo cerrado el Monumental, el equipo de fútbol de River actuó de local en el Estadio Tomás Adolfo Ducó del Club Atlético Huracán.

### 2014-2021

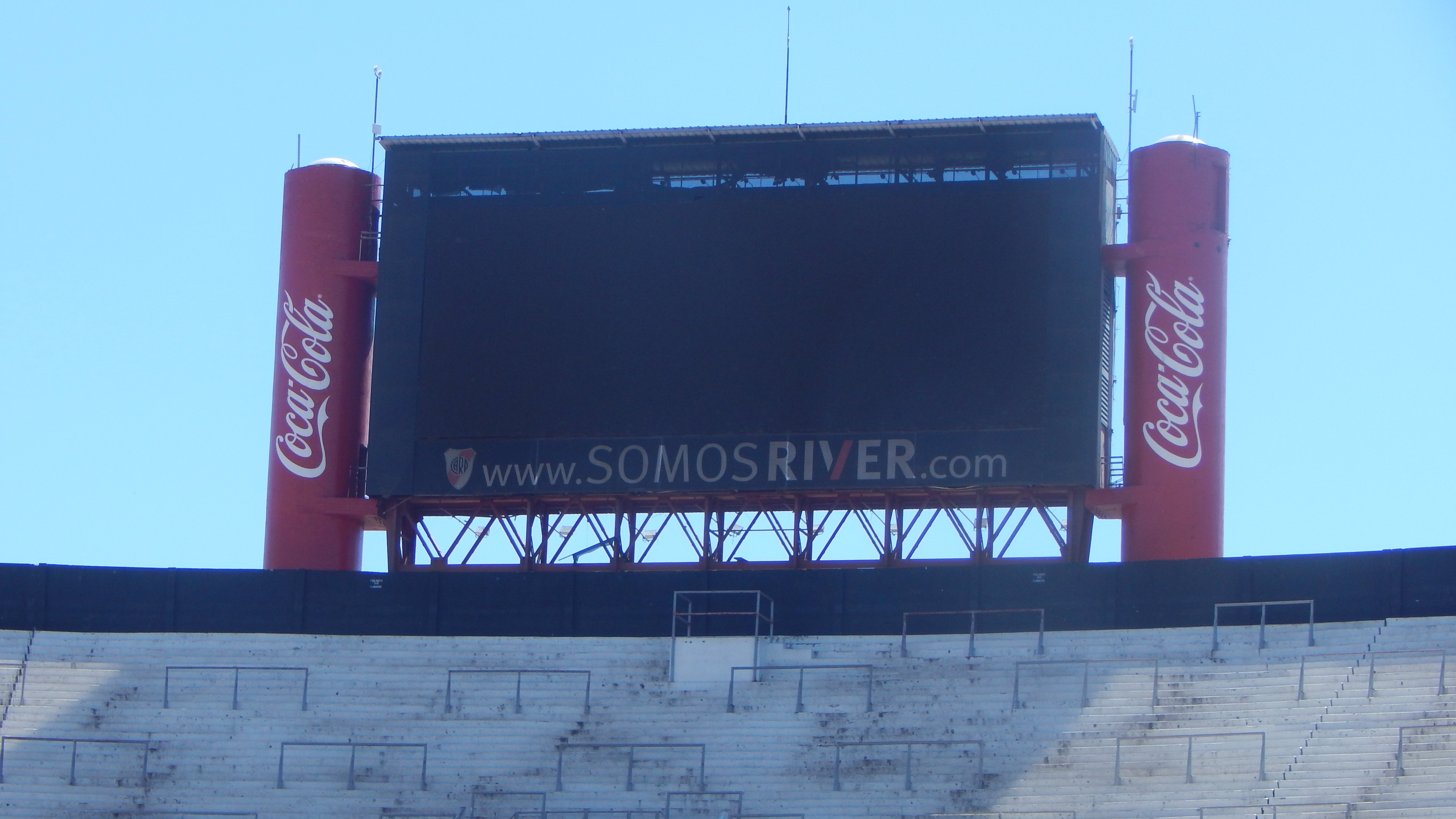
La tribuna Sívori tiene la pantalla LED más grande de Sudamérica.

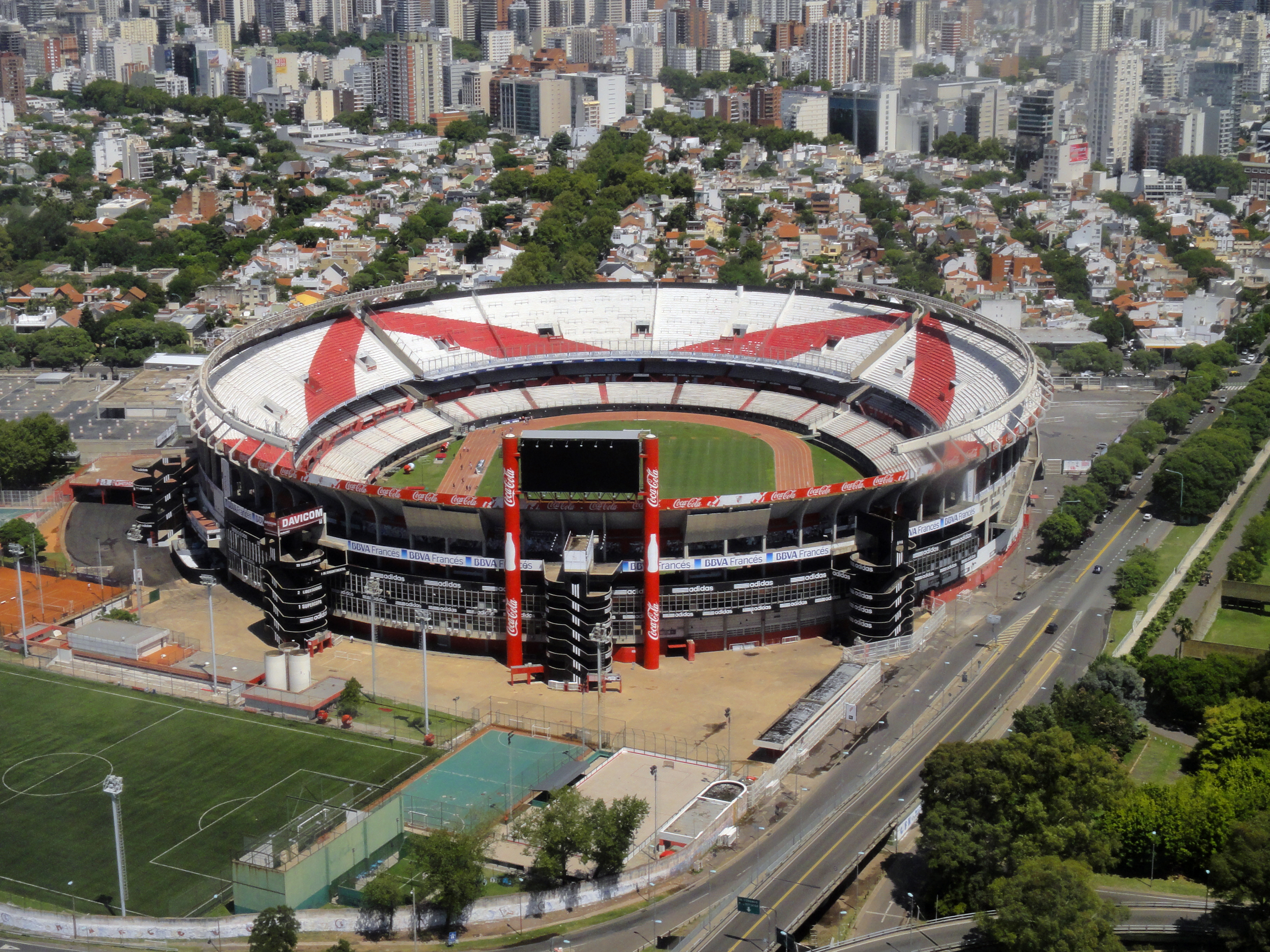
Vista aérea del Monumental en 2013.

En 2014 la dirigencia encabezada por Rodolfo D'Onofrio presentó un proyecto de remodelación para el estadio. El mismo tenía como objetivo la ampliación de la capacidad de espectadores hasta 80 mil localidades. Entre las principales modificaciones, se encontraban el agregado de butacas en las tribunas superiores y la eliminación de la fosa y la pista de atletismo, extendiendo las tribunas bajas hacia el campo de juego. Además, se planeó que la tribuna media en los laterales del estadio se conviertan en una zona exclusiva de palcos en dos niveles y el techado de todas las tribunas.
El 30 de noviembre de 2014 se realizó la instalación de una nueva pantalla LED en la tribuna Sívori, la cual reemplazó al antiguo reloj gigante que había sido colocado para la celebración de Argentina 1978. La nueva pantalla tiene unas dimensiones de 19,45 m de largo y 7,16 m de ancho, un total de 139,26 m² lo que la convierte en la pantalla más grande de un estadio en Sudamérica.
En enero de 2018, la dirigencia de River anunció la eliminación de los alambrados perimetrales en los sectores de las tribunas Sívori y Centenario bajas. Estas reformas lograron que la capacidad de espectadores aumentara en 3000 personas, ya que se recuperaron seis filas de asientos en cada tribuna. En su lugar, fueron instalados cercos perimetrales de dos metros de altura sobre el segundo carril de la pista de atletismo. Dichas remodelaciones también respondieron a un pedido por parte de los organismos de seguridad, quienes buscaban evitar la colocación de banderas que dificultasen la visualización de los partidos a los espectadores.
En agosto de 2019 la capacidad del estadio Monumental aumentó a 70 074 espectadores tras la aprobación de algunas obras por parte de los organismos de seguridad. A finales de 2020 se iniciaron las obras para remover la pista de atletismo y el reemplazo de todo el césped del campo de juego. Fue instalado un césped híbrido (95 % de pasto natural y un 5 % sintético), que incluye un mecanismo de aireación y drenaje de última generación.

### 2022-2024
Durante febrero de 2022 la presidencia de River Plate presentó la fase 2. Incluyó el trabajo para impermeabilizar las tribunas altas y el cambio de 40 mil butacas. El estadio cuenta con nuevas tribunas bajas inferiores, 180 palcos, 926 plateas hospitality, restaurante 24/7 y circulación 360° en palcos, tres nuevos niveles de estacionamiento y un nuevo edificio para el Instituto River, entre otras importantes innovaciones.
Se construyó un túnel único. Y al cerrar el año 2024 el estadio tenía una capacidad para 84 567 personas. El 16 de agosto de 2023 se presentó el restaurante Banda. Un recinto de lujo de 700 m² en la tribuna Centenario con vista al campo de juego.

## Récord de espectadores
El 17 de agosto de 1975, en el Monumental, River enfrentó a Racing, en la última fecha del Campeonato Metropolitano cuyo título había ganado en la jornada anterior (signada por una huelga de jugadores profesionales), luego de 18 años sin obtener títulos. Ese día concurrió una cantidad inédita de simpatizantes de River que, inclusive, coparon la tribuna visitante, habiéndole dejado al público de Racing una porción muy reducida de la tribuna Centenario Alta. No existe una cifra exacta y confiable del número de hinchas riverplatenses que concurrieron ese día, pero el hecho de que las puertas del Monumental se abrieron sin restricciones para socios y simpatizantes, de que todos los sectores de las plateas fueron desbordados por fanáticos de pie, al punto de no poder ingresar un alma una hora antes del inicio del partido, y de que muchísimos socios vieron el encuentro inclusive desde la pista de atletismo (por entonces los controles de la AFA en ese sentido eran laxos) habrían acercado la cifra de espectadores a los 100 000. El cotejo que ganaba River por 2 a 0 fue suspendido al finalizar el primer tiempo por invasión del campo de juego por parte de los hinchas.
Hay que destacar que en 1969, la dirigencia de River instaló plateas en toda la tribuna Belgrano Alta y en la mitad de la San Martín Alta, con lo cual hubo una reducción sustancial en la capacidad del estadio que ya en épocas anteriores supo llenarse por completo en memorables superclásicos con Boca Juniors.
En las finales de Libertadores con América de Cali (1986/1996), se vio el máximo de público luego de la remodelación en la cual añadieron butacas. Concurrieron aproximadamente 86 000 espectadores.
La longitud total de las gradas de este estadio supera los 70 kilómetros. El 13 de marzo de 1982, en la fecha 6 San Lorenzo hacía de local en el Monumental enfrentándose contra Tigre en la Primera B, se registró una venta de 70 948 entradas, siendo esta la tercera vez que más entradas se vendieron en la historia del Monumental, detrás de la final del mundial del 78' y la final ante América de Cali de la Libertadores del 86'.
En septiembre de 2022, River logró el récord de 21 partidos consecutivos con entradas agotadas y superó el millón y medio de espectadores en la temporada. El récord se extendió durante la temporada 2023, cuando el Millonario logró el lleno total en todos los partidos disputados en el Monumental. Esto posicionó a River Plate como el club más convocante del año en el mundo, al registrar un promedio de 84.567 espectadores por partido.

## Otras instalaciones
El complejo del estadio también cuenta con instalaciones para jugar al tenis, baloncesto, y otros deportes, como también una pensión para jóvenes futbolistas, un teatro, un estacionamiento, un museo, etc. Se puede acceder por varias líneas de tren y autobús ya que se encuentra a poca distancia de la terminal de Barrancas de Belgrano. Al contrario de la mayoría de los estadios en la zona de Buenos Aires, hay un estacionamiento fuera del estadio de tamaño considerable.
En agosto de 2015, la Estación Ciudad Universitaria fue inaugurada sobre la Línea Belgrano Norte con el fin de servir tanto al estadio como a la Ciudad Universitaria de Buenos Aires. El estadio está vinculado a la estación a través del Puente Ángel Labruna y la línea conecta al estadio tanto al centro de Buenos Aires por la Terminal de Retiro como también a algunos partidos de la zona norte del Gran Buenos Aires.

## Eventos multideportivos

### Juegos Panamericanos
En el año 1951, la primera edición de los Juegos Panamericanos se realizó en Buenos Aires, tras ser elegida en 1940 como sede de los juegos. Originalmente se iban a realizar en 1942, pero a causa de la Segunda Guerra Mundial se tuvieron que posponer hasta 1951. De esta edición fueron partícipes más de 2500 atletas de 21 países. El estadio fue una de las principales sedes de los juegos, albergando la ceremonia de clausura y las pruebas de atletismo.

## Eventos futbolísticos

### Copa Mundial de Fútbol
El Estadio Monumental fue la sede central de la Copa Mundial de Fútbol de 1978. La apertura de la sede fue el 1 de junio, en el partido que disputaron Alemania Federal ante Polonia. Luego se disputaron otros ocho encuentros más, incluida la final que disputaron Argentina y Países Bajos.
| Grupo 2; 1 de junio de 1978 | Alemania Federal | 0:0 (0:0) | Polonia |                                                                     |                                                                     |
|                             |                  | Reporte   |         | Asistencia: 67.579 espectadores Árbitro(s): Norberto Ángel Coerezza | Asistencia: 67.579 espectadores Árbitro(s): Norberto Ángel Coerezza |

| Grupo 1; 2 de junio de 1978 | Argentina               | 2:1 (1:1) | Hungría   |                                                             |                                                             |
|                             | Luque 15' · Bertoni 83' | Reporte   | 10' Csapó | Asistencia: 71.615 espectadores Árbitro(s): Antonio Garrido | Asistencia: 71.615 espectadores Árbitro(s): Antonio Garrido |

| Grupo 1; 6 de junio de 1978 | Argentina                         | 2:1 (1:0) | Francia     |                                                         |                                                         |
|                             | Passarella 45' (pen.) · Luque 73' | Reporte   | 60' Platini | Asistencia: 71.666 espectadores Árbitro(s): Jean Dubach | Asistencia: 71.666 espectadores Árbitro(s): Jean Dubach |

| Grupo 1; 10 de junio de 1978 | Italia      | 1:0 (0:0) | Argentina |                                                           |                                                           |
|                              | Bettega 67' | Reporte   |           | Asistencia: 71.712 espectadores Árbitro(s): Abraham Klein | Asistencia: 71.712 espectadores Árbitro(s): Abraham Klein |

| Segunda fase; 14 de junio de 1978 | Alemania Federal | 0:0 (0:0) | Italia |                                                              |                                                              |
|                                   |                  | Reporte   |        | Asistencia: 67.547 espectadores Árbitro(s): Dusan Maksimovic | Asistencia: 67.547 espectadores Árbitro(s): Dusan Maksimovic |

| Segunda fase; 14 de junio de 1978 | Italia    | 1:0 (1:0) | Austria |                                                          |                                                          |
|                                   | Rossi 14' | Reporte   |         | Asistencia: 66.695 espectadores Árbitro(s): Francis Rion | Asistencia: 66.695 espectadores Árbitro(s): Francis Rion |

| Segunda fase; 21 de junio de 1978 | Países Bajos           | 2:1 (0:1) | Italia             |                                                                          |                                                                          |
|                                   | Brandts 50' · Hann 75' | Reporte   | 18' (a.g.) Brandts | Asistencia: 67.433 espectadores Árbitro(s): España Ángel Franco Martínez | Asistencia: 67.433 espectadores Árbitro(s): España Ángel Franco Martínez |

| Tercer puesto; 24 de junio de 1978 | Italia     | 1:2 (1:0) | Brasil                   |                                                           |                                                           |
|                                    | Causio 38' | Reporte   | 64' Nelinho · 72' Dirceu | Asistencia: 69.659 espectadores Árbitro(s): Abraham Klein | Asistencia: 69.659 espectadores Árbitro(s): Abraham Klein |

| Final; 25 de junio de 1978 | Países Bajos | 1:3 (0:1, 1:1) (t. s.) | Argentina                      |                                                            |                                                            |
|                            | Nanninga 82' | Reporte                | 38' 105' Kempes · 115' Bertoni | Asistencia: 71.483 espectadores Árbitro(s): Sergio Gonella | Asistencia: 71.483 espectadores Árbitro(s): Sergio Gonella |

Con motivo de la conmemoración del centenario de la primera Copa del Mundo, en octubre de 2023 la FIFA anunció que un partido del Mundial de 2030 se disputaría en Argentina. Posteriormente, el 11 de diciembre de 2024 se designó al Estadio Monumental como sede del encuentro.

### Campeonato Sudamericano
| 12 de enero de 1946 | Argentina                   | 2:0 (2:0) | Paraguay |                                                          |                                                          |
|                     | De la Mata 6' · Martino 43' |           |          | Asistencia: 70.000 espectadores Árbitro(s): Mário Vianna | Asistencia: 70.000 espectadores Árbitro(s): Mário Vianna |

| 26 de enero de 1946 | Paraguay                                   | 4:2 (2:1) | Bolivia                           |                                                                   |                                                                   |
|                     | Genés 30' · Benítez 44' · Villalba 67' 88' |           | 20' (a.g.) Coronel · 42' González | Asistencia: 80.000 espectadores Árbitro(s): José Bartolomé Macías | Asistencia: 80.000 espectadores Árbitro(s): José Bartolomé Macías |

| 26 de enero de 1946 | Argentina                       | 3:1 (1:0) | Chile         |                                                             |                                                             |
|                     | Labruna 39' 60' · Pedernera 65' |           | 85' Alcántara | Asistencia: 80.000 espectadores Árbitro(s): Nobel Valentini | Asistencia: 80.000 espectadores Árbitro(s): Nobel Valentini |

| 10 de febrero de 1946 | Argentina      | 2:0 (1:0) | Brasil |                                                             |                                                             |
|                       | Méndez 38' 55' |           |        | Asistencia: 80.000 espectadores Árbitro(s): Nobel Valentini | Asistencia: 80.000 espectadores Árbitro(s): Nobel Valentini |

Argentina fue designada como sede del torneo en medio de la desorganización existente en la Conmebol, que se vio obligado a celebrar dos torneos en el mismo año, siendo el segundo disputado en Ecuador.
| 7 de marzo de 1959 | Argentina                                                    | 6:1 (4:1) | Chile       |                                                                  |                                                                  |
|                    | Manfredini 5', 50' · Callá 7' · Pizzuti 17', 39' · Belén 75' |           | 25' Álvarez | Asistencia: 70.000 espectadores Árbitro(s): Washington Rodríguez | Asistencia: 70.000 espectadores Árbitro(s): Washington Rodríguez |

| 8 de marzo de 1959 | Uruguay                                                                               | 7:0 (3:0) | Bolivia |                                                                     |                                                                     |
|                    | Sasía 5' · Escalada 12' · Guaglianone 17' · Borges 60', 65' · Douksas 69' · Pérez 89' |           |         | Asistencia: 35.000 espectadores Árbitro(s): Alberto da Gama Malcher | Asistencia: 35.000 espectadores Árbitro(s): Alberto da Gama Malcher |

| 10 de marzo de 1959 | Brasil              | 2:2 (1:0) | Perú               |                                                                |                                                                |
|                     | Didí 24' · Pelé 48' |           | 59', 77' Seminario | Asistencia: 45.000 espectadores Árbitro(s): Juan Carlos Robles | Asistencia: 45.000 espectadores Árbitro(s): Juan Carlos Robles |

| 11 de marzo de 1959 | Paraguay       | 2:1 (2:1) | Chile              |                                                         |                                                         |
|                     | Aveiro 8', 14' |           | 34' (pen.) Sánchez | Asistencia: 45.000 espectadores Árbitro(s): Luis Ventre | Asistencia: 45.000 espectadores Árbitro(s): Luis Ventre |

| 11 de marzo de 1959 | Argentina               | 2:0 (1:0) | Bolivia |                                                                |                                                                |
|                     | Corbatta 2' · Callá 79' |           |         | Asistencia: 45.000 espectadores Árbitro(s): Juan Carlos Robles | Asistencia: 45.000 espectadores Árbitro(s): Juan Carlos Robles |

| 14 de marzo de 1959 | Perú                                | 5:3 (4:2) | Uruguay                              |                                                                |                                                                |
|                     | Loayza 4', 27', 42' · Joya 29', 79' |           | 2' Demarco · 31' Douksas · 81' Sasía | Asistencia: 40.000 espectadores Árbitro(s): Juan Carlos Robles | Asistencia: 40.000 espectadores Árbitro(s): Juan Carlos Robles |

| 15 de marzo de 1959 | Paraguay                                    | 5:0 (3:0) | Bolivia |                                                                     |                                                                     |
|                     | Ré 1', 21', 50' · Sanabria 11' · Aveiro 51' |           |         | Asistencia: 40.000 espectadores Árbitro(s): Alberto da Gama Malcher | Asistencia: 40.000 espectadores Árbitro(s): Alberto da Gama Malcher |

| 15 de marzo de 1959 | Brasil                   | 3:0 (2:0) | Chile |                                                                  |                                                                  |
|                     | Pelé 43', 45' · Didí 89' |           |       | Asistencia: 40.000 espectadores Árbitro(s): Alberto Tejada Burga | Asistencia: 40.000 espectadores Árbitro(s): Alberto Tejada Burga |

| 18 de marzo de 1959 | Uruguay                              | 3:1 (2:0) | Paraguay   |                                                                |                                                                |
|                     | Demarco 2' · Douksas 37' · Sasía 85' |           | 77' Aveiro | Asistencia: 70.000 espectadores Árbitro(s): Juan Carlos Robles | Asistencia: 70.000 espectadores Árbitro(s): Juan Carlos Robles |

| 18 de marzo de 1959 | Argentina                                           | 3:1 (2:0) | Perú       |                                                                     |                                                                     |
|                     | Corbatta 18' (pen.) · Sosa 42' · Benítez 78' (a.g.) |           | 51' Loayza | Asistencia: 70.000 espectadores Árbitro(s): Alberto da Gama Malcher | Asistencia: 70.000 espectadores Árbitro(s): Alberto da Gama Malcher |

| 21 de marzo de 1959 | Brasil                                        | 4:2 (3:2) | Bolivia                              |                                                         |                                                         |
|                     | Pelé 16' · Paulo Valentim 18', 26' · Didí 89' |           | 12' Ramon Santos · 22' Abdul Aramayo | Asistencia: 25.000 espectadores Árbitro(s): Luis Ventre | Asistencia: 25.000 espectadores Árbitro(s): Luis Ventre |

| 21 de marzo de 1959 | Chile     | 1:1 (0:1) | Perú       |                                                                  |                                                                  |
|                     | Tobar 77' |           | 12' Loayza | Asistencia: 50.000 espectadores Árbitro(s): Washington Rodríguez | Asistencia: 50.000 espectadores Árbitro(s): Washington Rodríguez |

| 22 de marzo de 1959 | Argentina                         | 3:1 (1:1) | Paraguay   |                                                                |                                                                |
|                     | Corbatta 15' · Sosa 63' · Cap 69' |           | 36' Parodi | Asistencia: 50.000 espectadores Árbitro(s): Juan Carlos Robles | Asistencia: 50.000 espectadores Árbitro(s): Juan Carlos Robles |

| 26 de marzo de 1959 | Chile                                            | 5:2 (3:1) | Bolivia          |                                                         |                                                         |
|                     | M. Soto 7', 42' · J. Soto 17', 51' · Sánchez 89' |           | 25', 76' Alcócer | Asistencia: 70.000 espectadores Árbitro(s): Luis Ventre | Asistencia: 70.000 espectadores Árbitro(s): Luis Ventre |

| 26 de marzo de 1959 | Brasil                       | 3:1 (0:1) | Uruguay      |                                                                |                                                                |
|                     | Paulo Valentim 62', 80', 89' |           | 36' Escalada | Asistencia: 70.000 espectadores Árbitro(s): Juan Carlos Robles | Asistencia: 70.000 espectadores Árbitro(s): Juan Carlos Robles |

| 29 de marzo de 1959 | Perú | 0:0 (0:0) | Bolivia |                                                                  |  |
|                     |      |           |         | Asistencia: 40.000 espectadores Árbitro(s): Washington Rodríguez |  |

| 29 de marzo de 1959 | Brasil                              | 4:1 (2:1) | Paraguay  |                                                                |                                                                |
|                     | Pelé 25', 60', 63' · Chinesinho 35' |           | 4' Parodi | Asistencia: 40.000 espectadores Árbitro(s): Juan Carlos Robles | Asistencia: 40.000 espectadores Árbitro(s): Juan Carlos Robles |

| 30 de marzo de 1959 | Argentina                      | 4:1 (1:0) | Uruguay     |                                                            |                                                            |
|                     | Belén 15', 60' · Sosa 55', 80' |           | 85' Demarco | Asistencia: 80.000 espectadores Árbitro(s): Isidro Ramírez | Asistencia: 80.000 espectadores Árbitro(s): Isidro Ramírez |

| 2 de abril de 1959 | Paraguay        | 2:1 (1:0) | Perú              |                                                                    |                                                                    |
|                    | Aveiro 32', 68' |           | 51' Gómez Sánchez | Asistencia: 5.000 espectadores Árbitro(s): Alberto da Gama Malcher | Asistencia: 5.000 espectadores Árbitro(s): Alberto da Gama Malcher |

| 2 de abril de 1959 | Chile      | 1:0 (0:0) | Uruguay |                                                                 |                                                                 |
|                    | Moreno 88' |           |         | Asistencia: 5.000 espectadores Árbitro(s): Alberto Tejada Burga | Asistencia: 5.000 espectadores Árbitro(s): Alberto Tejada Burga |

| 4 de abril de 1959 | Argentina   | 1:1 (1:0) | Brasil   |                                                                |                                                                |
|                    | Pizzuti 40' |           | 58' Pelé | Asistencia: 85.000 espectadores Árbitro(s): Juan Carlos Robles | Asistencia: 85.000 espectadores Árbitro(s): Juan Carlos Robles |

### Copa América
| Grupo A; 27 de junio de 1987 | Argentina    | 1:1 (0:0) | Perú      |                                                                 |                                                                 |
|                              | Maradona 47' |           | 59' Reyna | Asistencia: 40.000 espectadores Árbitro(s): Armando Pérez Hoyos | Asistencia: 40.000 espectadores Árbitro(s): Armando Pérez Hoyos |

| Grupo A; 2 de julio de 1987 | Argentina                              | 3:0 (0:0) | Ecuador |                                                                  |                                                                  |
|                             | Caniggia 50' · Maradona 67' (pen.) 85' |           |         | Asistencia: 30.000 espectadores Árbitro(s): Romualdo Arppi Filho | Asistencia: 30.000 espectadores Árbitro(s): Romualdo Arppi Filho |

| Grupo A; 4 de julio de 1987 | Perú        | 1:1 (0:0) | Ecuador  |                                                              |                                                              |
|                             | La Rosa 87' |           | 72' Cuvi | Asistencia: 10.000 espectadores Árbitro(s): Asterio Martínez | Asistencia: 10.000 espectadores Árbitro(s): Asterio Martínez |

| Semifinales; 9 de julio de 1987 | Argentina | 0:1 (0:1) | Uruguay       |                                                          |                                                          |
|                                 |           |           | 43' Alzamendi | Asistencia: 75.000 espectadores Árbitro(s): Elías Jácome | Asistencia: 75.000 espectadores Árbitro(s): Elías Jácome |

| Tercer puesto; 11 de julio de 1987 | Argentina    | 1:2 (0:2) | Colombia               |                                                             |                                                             |
|                                    | Caniggia 86' |           | 8' Gómez · 27' Galeano | Asistencia: 15.000 espectadores Árbitro(s): Bernardo Corujo | Asistencia: 15.000 espectadores Árbitro(s): Bernardo Corujo |

| Final; 12 de julio de 1987 | Uruguay        | 1:0 (0:0) | Chile |                                                                  |                                                                  |
|                            | Bengoechea 56' |           |       | Asistencia: 35.000 espectadores Árbitro(s): Romualdo Arppi Filho | Asistencia: 35.000 espectadores Árbitro(s): Romualdo Arppi Filho |

| Final; 24 de julio de 2011 | Uruguay                     | 3:0 (2:0) | Paraguay |                                                             |                                                             |
|                            | Suárez 11' · Forlán 41' 89' | Reporte   |          | Asistencia: 65.921 espectadores Árbitro(s): Salvio Fagundes | Asistencia: 65.921 espectadores Árbitro(s): Salvio Fagundes |

### Finales de Copa Libertadores
| Final, desempate; 30 de agosto de 1962 | Santos                            | 3:0 (1:0) | Peñarol |                                                      |                                                      |
|                                        | Caetano 11' (a.g.) · Pelé 48' 89' |           |         | Asistencia: 45.980 espectadores Árbitro(s): Leo Horn | Asistencia: 45.980 espectadores Árbitro(s): Leo Horn |

| Final, vuelta; 18 de mayo de 1966 | River Plate                 | 3:2 (1:1) | Peñarol                 |                                                                |                                                                |
|                                   | Onega 38' 73' · Sarnari 52' |           | 32' Rocha · 50' Spencer | Asistencia: 60.000 espectadores Árbitro(s): José María Codesal | Asistencia: 60.000 espectadores Árbitro(s): José María Codesal |

| Final, vuelta; 28 de julio de 1976 | River Plate              | 2:1 (1:0) | Cruzeiro     |                                                                      |                                                                      |
|                                    | López 10' · González 76' |           | 48' Palhinha | Asistencia: 90.000 espectadores Árbitro(s): José Luis Martínez Bazán | Asistencia: 90.000 espectadores Árbitro(s): José Luis Martínez Bazán |

| Final, ida; 17 de octubre de 1985 | Argentinos Juniors | 1:0 (1:0) | América de Cali |                                                                    |                                                                    |
|                                   | Commisso 40'       | Reporte   |                 | Asistencia: 50.000 espectadores Árbitro(s): Juan Francisco Escobar | Asistencia: 50.000 espectadores Árbitro(s): Juan Francisco Escobar |

| Final, vuelta; 29 de octubre de 1986 | River Plate | 1:0 (0:0) | América de Cali |                                                                 |                                                                 |
|                                      | Funes 68'   |           |                 | Asistencia: 86.000 espectadores Árbitro(s): José Roberto Wright | Asistencia: 86.000 espectadores Árbitro(s): José Roberto Wright |

| Final, vuelta; 26 de junio de 1996 | River Plate   | 2:0 (1:0) | América de Cali |                                                         |                                                         |
|                                    | Crespo 6' 59' |           |                 | Asistencia: 90.482 espectadores Árbitro(s): Julio Matto | Asistencia: 90.482 espectadores Árbitro(s): Julio Matto |

| Final, vuelta; 5 de agosto de 2015 | River Plate                                      | 3:0 (1:0) | Tigres |                                                           |                                                           |
|                                    | Alario 44' · Sánchez 74' (pen.) · Funes Mori 78' |           |        | Asistencia: 73.600 espectadores Árbitro(s): Darío Ubríaco | Asistencia: 73.600 espectadores Árbitro(s): Darío Ubríaco |

| Final; 30 de noviembre de 2024 | Atlético Mineiro | 1:3 (0:2) | Botafogo                                                         |                                                           |                                                           |
|                                | Vargas 47'       |           | 35' Luiz Henrique · 44' (pen.) Alex Telles · 90+7' Júnior Santos | Asistencia: 69.803 espectadores Árbitro(s): Facundo Tello | Asistencia: 69.803 espectadores Árbitro(s): Facundo Tello |

## Reconocimientos

### Estadios mundialistas
El estadio está entre los diez escenarios vigentes de América del Sur con más partidos recibidos de la Copa del Mundo.
| N.º | Estadio                 | Ubicación                | Ediciones  | Partidos mundialistas | Propietario                             |
| --- | ----------------------- | ------------------------ | ---------- | --------------------- | --------------------------------------- |
| 1°  | Maracaná                | Río de Janeiro, Brasil   | 1950, 2014 | 15                    | Estado de Río de Janeiro                |
| 2°  | Centenario              | Montevideo, Uruguay      | 1930       | 10                    | Intendencia de Montevideo               |
| 2°  | Julio Martínez Prádanos | Santiago de Chile, Chile | 1962       | 10                    | Instituto Nacional de Deportes de Chile |
| 4°  | Monumental              | Buenos Aires, Argentina  | 1978       | 9                     | Club Atlético River Plate               |
| 5°  | Sausalito               | Viña del Mar, Chile      | 1962       | 8                     | Ilustre Municipalidad de Viña del Mar   |
| 5°  | Mario Alberto Kempes    | Córdoba, Argentina       | 1978       | 8                     | Provincia de Córdoba                    |
| 7°  | Estadio Carlos Dittborn | Arica, Chile             | 1962       | 7                     | Club Deportivo San Marcos de Arica      |
| 7°  | El Teniente             | Rancagua, Chile          | 1962       | 7                     | Codelco                                 |
| 7°  | Mané Garrincha          | Brasilia, Brasil         | 2014       | 7                     | Distrito Federal                        |
| 10° | Gran Parque Central     | Montevideo, Uruguay      | 1930       | 6                     | Club Nacional de Football               |

### Estadios de la Copa América
Además ocupa un lugar entre los diez escenarios vigentes de América del Sur con más partidos organizados por la Copa América
| N.º | Estadio                 | Ciudad                   | Ediciones                                                   | Partidos realizados |
| --- | ----------------------- | ------------------------ | ----------------------------------------------------------- | ------------------- |
| 1°  | Julio Martínez Prádanos | Santiago de Chile, Chile | Copa América 1941, 1945, 1955, 1975, 1979, 1983, 1991, 2015 | 74                  |
| 2°  | Centenario              | Montevideo, Uruguay      | Copa América 1942, 1956, 1967, 1975, 1979, 1983, 1995       | 65                  |
| 3°  | Nacional                | Lima, Perú               | Copa América 1953, 1957, 1975, 1979, 1983, 2004             | 55                  |
| 4°  | Monumental              | Buenos Aires, Argentina  | Copa América 1946, 1959, 1979, 1983, 1987, 2011             | 35                  |
| 5°  | George Capwell          | Guayaquil, Ecuador       | Copa América 1947, 1993                                     | 30                  |
| 6°  | Hernando Siles          | La Paz, Bolivia          | Copa América 1963, 1979, 1983, 1997                         | 21                  |
| 7°  | Das Laranjeiras         | Río de Janeiro, Brasil   | Copa América 1919, 1922                                     | 18                  |
| 8°  | Félix Capriles          | Cochabamba, Bolivia      | Copa América 1963, 1997                                     | 17                  |
| 9°  | Defensores del Chaco    | Asunción, Paraguay       | Copa América 1975, 1979, 1983, 1999                         | 16                  |
| 10° | Maracaná                | Río de Janeiro, Brasil   | Copa América 1979, 1983, 1989, 2019, 2021                   | 15                  |

## Eventos musicales

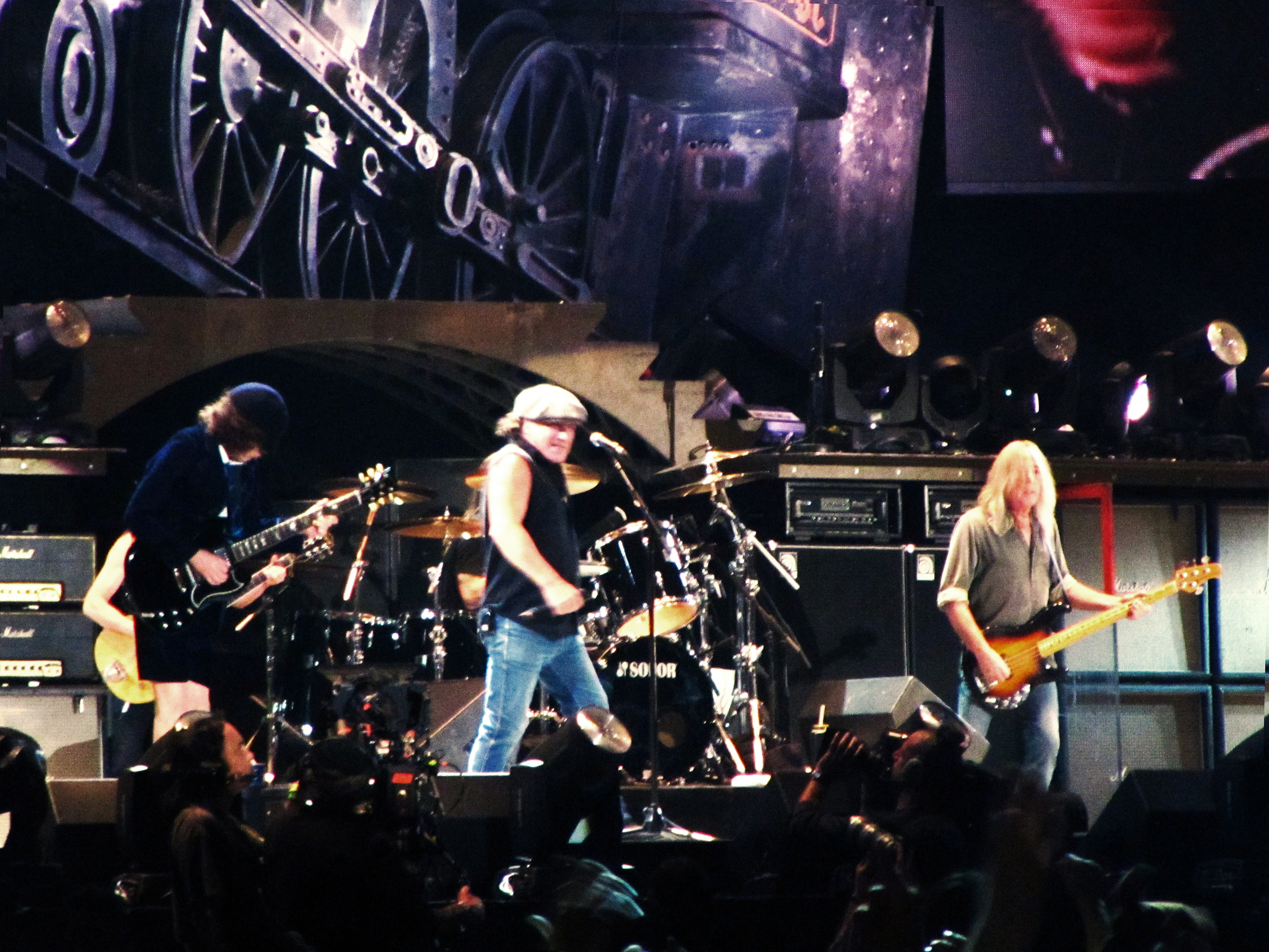
AC/DC en El Monumental, 2009.

Debido a su elevada capacidad, el Monumental es un escenario recurrente para los grupos musicales que visitan Buenos Aires. Los conciertos realizados en el estadio son una fuente de ingresos económicos fundamental para el club. Entre los artistas internacionales que han realizado presentaciones en el Monumental se destacan Paul McCartney (1993,  2010 y 2024), Bruce Springsteen (1988), Michael Jackson (1993), Madonna (1993, 2008 y 2012), Kiss (1994, 1997, 1999, 2009 y 2012), The Rolling Stones (1995, 1998 y 2006), AC/DC (1996 y 2009), Bob Dylan (1998), David Bowie (1990), Eric Clapton (1990, 2001, 2011), Shakira (2003), Guns N' Roses (1992, 1993, 2016 y 2022), Ramones (1996), The Police (2007), U2 (1998 y 2006), Bon Jovi (1995 y 2010), Red Hot Chili Peppers (2002, 2011 y 2023), Metallica (1999 y 2010), Oasis (2009), Coldplay (2010 y 2022), Jonas Brothers (2009 y 2010), Miley Cyrus (2011), Justin Bieber (2011 y 2013), Lady Gaga (2012), Iron Maiden (2013), The Cure (2013), Prince (1991), Harry Styles (2022), El Cuarteto de Nos (2010 y 2023), The Weeknd (2023), Taylor Swift (2023), entre otros. Coldplay posee el récord de mayor asistencia con Music of the Spheres World Tour, a los que asistieron 626.841 personas, también son los músicos con más presentaciones consecutivas en el estadio, con 10 funciones realizadas entre octubre y noviembre de 2022. El exintegrante de Pink Floyd, Roger Waters, es el artista con más presentaciones de la historia del estadio, con un total de 13, comprendidas entre sus visitas de 2007, 2012 y 2023.
| Conciertos y/o recitales                | Conciertos y/o recitales                                           | Conciertos y/o recitales |
| Artista(s)                              | Artista(s) soporte(s)                                              | Fecha                    |
| --------------------------------------- | ------------------------------------------------------------------ | ------------------------ |
| Les Luthiers                            |                                                                    | 2/12/1972                |
| Sting                                   | Fito Páez                                                          | 11/12/1987               |
| Tina Turner                             | Os Paralamas do Sucesso                                            | 3/1/1988                 |
| Human Rights Now!                       |                                                                    | 15/10/1988               |
| Rod Stewart                             | Luis Alberto Spinetta                                              | 3/3/1989                 |
| Derby Rock Festival III 1990            |                                                                    | 29/9/1990                |
| Derby Rock Festival IV 1990             |                                                                    | 5/10/1990                |
| Festival Rock & Pop 1991                |                                                                    | 21/1/1991                |
| Festival Rock & Pop 1991                |                                                                    | 22/1/1991                |
| Derby Rock Festival 1991                |                                                                    | 7/12/1991                |
| Derby Rock Festival 1991                |                                                                    | 8/12/1991                |
| Elton John                              | Nito Mestre                                                        | 21/11/1992               |
| Elton John                              |                                                                    | 22/11/1992               |
| Guns N' Roses                           | Pappo + Ratones Paranoicos                                         | 5/12/1992                |
| Guns N' Roses                           | Pappo + Los Perros + Los 7 Delfines                                | 6/12/1992                |
| Serú Girán                              |                                                                    | 19/12/1992               |
| Serú Girán                              |                                                                    | 30/12/1992               |
| Guns N' Roses                           | La Guardia del Fuego                                               | 16/7/1993                |
| Guns N' Roses                           | Los Guarros                                                        | 17/7/1993                |
| Michael Jackson                         |                                                                    | 8/10/1993                |
| Michael Jackson                         |                                                                    | 10/10/1993               |
| Michael Jackson                         |                                                                    | 12/10/1993               |
| Madonna                                 |                                                                    | 30/10/1993               |
| Madonna                                 |                                                                    | 31/10/1993               |
| Paul McCartney                          | Nito Mestre                                                        | 10/12/1993               |
| Paul McCartney                          | Nito Mestre                                                        | 11/12/1993               |
| Paul McCartney                          | Nito Mestre                                                        | 12/12/1993               |
| Monsters of Rock Argentina 1994         |                                                                    | 3/9/1994                 |
| The Rolling Stones                      |                                                                    | 9/2/1995                 |
| The Rolling Stones                      | Pappo + Ratones Paranoicos + Las Pelotas                           | 11/2/1995                |
| The Rolling Stones                      | Ratones Paranoicos + Las Pelotas                                   | 12/2/1995                |
| The Rolling Stones                      | Las Pelotas                                                        | 14/2/1995                |
| The Rolling Stones                      | Las Pelotas                                                        | 16/2/1995                |
| Phil Collins                            |                                                                    | 24/3/1995                |
| Phil Collins                            |                                                                    | 23/4/1995                |
| Bon Jovi                                |                                                                    | 4/11/1995                |
| Fito Páez                               | Fabiana Cantilo + Los Tres + Liliana Herrero + Actitud María Marta | 16/12/1995               |
| Ramones                                 | Iggy Pop + 2 Minutos + Attaque 77 + Superuva                       | 16/3/1996                |
| AC/DC                                   | Riff + Dividos                                                     | 18/10/1996               |
| AC/DC                                   | Rata Blanca + Riff + Divididos                                     | 19/10/1996               |
| Luis Miguel                             |                                                                    | 7/12/1996                |
| Luis Miguel                             |                                                                    | 8/12/1996                |
| Kiss                                    | Pantera + Malón + V8                                               | 14/3/1997                |
| Soda Stereo                             | Santos Inocentes + Avant Press                                     | 20/9/1997                |
| Enrique Iglesias                        |                                                                    | 4/10/1997                |
| U2                                      | Babasónicos + Illya Kuryaki and the Valderramas                    | 5/2/1998                 |
| U2                                      | Babasónicos + Illya Kuryaki and the Valderramas                    | 6/2/1998                 |
| U2                                      | Babasónicos                                                        | 7/2/1998                 |
| The Rolling Stones                      |                                                                    | 29/3/1998                |
| The Rolling Stones                      | Las Pelotas                                                        | 30/3/1998                |
| The Rolling Stones                      |                                                                    | 2/4/1998                 |
| The Rolling Stones                      | Bob Dylan + Las Pelotas                                            | 4/4/1998                 |
| The Rolling Stones                      | Bob Dylan + Las Pelotas + Viejas Locas                             | 5/4/1998                 |
| Kiss                                    | Rammstein + Villanos                                               | 10/4/1999                |
| Monsters of Rock Argentina 1999         |                                                                    | 14/5/1999                |
| Argentina en Vivo 2000                  |                                                                    | 30/1/2000                |
| Patricio Rey y sus Redonditos de Ricota |                                                                    | 15/4/2000                |
| Patricio Rey y sus Redonditos de Ricota |                                                                    | 16/4/2000                |
| Backstreet Boys                         |                                                                    | 28/3/2001                |
| Eric Clapton                            | Memphis la Blusera + La Mississippi                                | 6/10/2001                |
| Red Hot Chili Peppers                   | Nativo + Dios los Cría                                             | 16/10/2002               |
| La Renga                                |                                                                    | 30/11/2002               |
| Shakira                                 |                                                                    | 3/5/2003                 |
| Diego Torres                            |                                                                    | 17/5/2003                |
| Quilmes Rock 2003                       |                                                                    | 10/10/2003               |
| Quilmes Rock 2003                       |                                                                    | 11/10/2003               |
| Quilmes Rock 2003                       |                                                                    | 12/10/2003               |
| Quilmes Rock 2003                       |                                                                    | 17/10/2003               |
| Quilmes Rock 2003                       |                                                                    | 18/10/2003               |
| Quilmes Rock 2003                       |                                                                    | 24/10/2003               |
| Quilmes Rock 2003                       |                                                                    | 26/10/2003               |
| Los Piojos                              |                                                                    | 20/12/2003               |
| La Renga                                | Petra                                                              | 17/4/2004                |
| The Rolling Stones                      | Los Piojos + Las Pelotas + La 25                                   | 21/2/2006                |
| The Rolling Stones                      | Los Piojos + Las Pelotas                                           | 23/2/2006                |
| U2                                      | Franz Ferdinand                                                    | 1/3/2006                 |
| U2                                      | Franz Ferdinand                                                    | 2/3/2006                 |
| Robbie Williams                         | La Portuaria                                                       | 14/10/2006               |
| Robbie Williams                         | La Portuaria                                                       | 15/10/2006               |
| Petrobras Música y Energía 2006         |                                                                    | 9/12/2006                |
| Ricky Martin                            |                                                                    | 3/3/2007                 |
| Roger Waters                            |                                                                    | 17/3/2007                |
| Roger Waters                            | Bicicletas                                                         | 18/3/2007                |
| Alejandro Sanz                          |                                                                    | 23/3/2007                |
| Quilmes Rock 2007                       |                                                                    | 12/4/2007                |
| Quilmes Rock 2007                       |                                                                    | 13/4/2007                |
| Quilmes Rock 2007                       |                                                                    | 14/4/2007                |
| Quilmes Rock 2007                       |                                                                    | 15/4/2007                |
| Bersuit Vergarabat                      |                                                                    | 12/5/2007                |
| High School Musical                     |                                                                    | 15/5/2007                |
| High School Musical                     |                                                                    | 16/5/2007                |
| Soda Stereo                             |                                                                    | 19/10/2007               |
| Soda Stereo                             |                                                                    | 20/10/2007               |
| Soda Stereo                             |                                                                    | 21/10/2007               |
| Chayanne                                |                                                                    | 26/10/2007               |
| Soda Stereo                             |                                                                    | 2/11/2007                |
| Soda Stereo                             |                                                                    | 3/11/2007                |
| The Police                              | Beck                                                               | 1/12/2007                |
| The Police                              | Beck + Estelares                                                   | 2/12/2007                |
| Soda Stereo                             |                                                                    | 21/12/2007               |
| Quilmes Rock 2008                       |                                                                    | 30/3/2008                |
| Quilmes Rock 2008                       |                                                                    | 4/4/2008                 |
| Quilmes Rock 2008                       |                                                                    | 5/4/2008                 |
| Quilmes Rock 2008                       |                                                                    | 6/4/2008                 |
| Madonna                                 | Paul Oakenfold                                                     | 4/12/2008                |
| Madonna                                 | Paul Oakenfold                                                     | 5/12/2008                |
| Madonna                                 | Paul Oakenfold                                                     | 7/12/2008                |
| Madonna                                 | Paul Oakenfold                                                     | 8/12/2008                |
| Los Fabulosos Cadillacs                 |                                                                    | 12/12/2008               |
| Los Fabulosos Cadillacs                 |                                                                    | 13/12/2008               |
| Quilmes Rock 2009                       |                                                                    | 4/4/2009                 |
| Quilmes Rock 2009                       |                                                                    | 5/4/2009                 |
| Oasis                                   | Estelares + Los Tipitos + Mole                                     | 3/5/2009                 |
| Jonas Brothers                          | Demi Lovato                                                        | 21/5/2009                |
| Los Piojos                              |                                                                    | 30/5/2009                |
| AC/DC                                   | Las Pelotas + Héroes del Asfalto                                   | 2/12/2009                |
| AC/DC                                   | Las Pelotas + Héroes del Asfalto                                   | 4/12/2009                |
| AC/DC                                   | Las Pelotas + Héroes del Asfalto                                   | 6/12/2009                |
| Quilmes Rock 2010                       |                                                                    | 21/1/2010                |
| Quilmes Rock 2010                       |                                                                    | 22/1/2010                |
| Coldplay                                | Bat for Lashes                                                     | 26/2/2010                |
| El Cuarteto de Nos                      |                                                                    | 14/4/2010                |
| Bon Jovi                                | Los Tipitos                                                        | 3/10/2010                |
| Paul McCartney                          | Andrés Ciro Martínez                                               | 10/11/2010               |
| Paul McCartney                          |                                                                    | 10/11/2010               |
| Paul McCartney                          | Andrés Ciro Martínez                                               | 11/11/2010               |
| Paul McCartney                          |                                                                    | 11/11/2010               |
| Jonas Brothers                          |                                                                    | 13/11/2010               |
| Miley Cyrus                             |                                                                    | 6/5/2011                 |
| Ricky Martin                            | Miranda!                                                           | 16/9/2011                |
| Pepsi Music 2011                        |                                                                    | 18/9/2011                |
| Justin Bieber                           |                                                                    | 12/10/2011               |
| Justin Bieber                           | Cobra Starship                                                     | 13/10/2011               |
| Eric Clapton                            | Guasones                                                           | 14/10/2011               |
| Black Eyed Peas                         |                                                                    | 18/11/2011               |
| Roger Waters                            |                                                                    | 7/3/2012                 |
| Roger Waters                            |                                                                    | 9/3/2012                 |
| Roger Waters                            |                                                                    | 10/3/2012                |
| Roger Waters                            |                                                                    | 12/3/2012                |
| Roger Waters                            |                                                                    | 14/3/2012                |
| Roger Waters                            |                                                                    | 15/3/2012                |
| Roger Waters                            |                                                                    | 17/3/2012                |
| Roger Waters                            |                                                                    | 18/3/2012                |
| Roger Waters                            |                                                                    | 20/3/2012                |
| Quilmes Rock 2012                       |                                                                    | 3/4/2012                 |
| Quilmes Rock 2012                       |                                                                    | 4/4/2012                 |
| Quilmes Rock 2012                       |                                                                    | 7/4/2012                 |
| Kiss                                    | Rata Blanca                                                        | 7/11/2012                |
| Kiss                                    |                                                                    | 7/11/2012                |
| Lady Gaga                               | Lady Starlight + The Darkness                                      | 16/11/2012               |
| Madonna                                 | Laidback Luke                                                      | 13/12/2012               |
| Madonna                                 | Laidback Luke                                                      | 15/12/2012               |
| The Cure                                | Utopians + Di Giovannis                                            | 12/3/2013                |
| Iron Maiden                             | Slayer + Ghost                                                     | 27/9/2013                |
| Z Festival Argentina 2013               |                                                                    | 9/11/2013                |
| Z Festival Argentina 2013               |                                                                    | 10/11/2013               |
| Romeo Santos                            |                                                                    | 1/3/2015                 |
| Romeo Santos                            |                                                                    | 28/3/2015                |
| Guns N' Roses                           | Airbag                                                             | 4/11/2016                |
| Guns N' Roses                           | Airbag                                                             | 5/11/2016                |
| La Beriso                               | Ciclonautas + La Perra que los Parió                               | 17/12/2016               |
| Abel Pintos                             |                                                                    | 16/12/2017               |
| Abel Pintos                             |                                                                    | 18/12/2017               |
| Ciro y los Persas                       | La Que Faltaba                                                     | 15/12/2018               |
| Guns N' Roses                           | Airbag                                                             | 30/9/2022                |
| Coldplay                                | Zoe Gotusso + H.E.R.                                               | 25/10/2022               |
| Coldplay                                | Zoe Gotusso + H.E.R.                                               | 26/10/2022               |
| Coldplay                                | Zoe Gotusso + H.E.R.                                               | 28/10/2022               |
| Coldplay                                | Zoe Gotusso + H.E.R.                                               | 29/10/2022               |
| Coldplay                                | Zoe Gotusso + H.E.R.                                               | 1/11/2022                |
| Coldplay                                | Clara Cava + H.E.R.                                                | 2/11/2022                |
| Coldplay                                | Zoe Gotusso + H.E.R.                                               | 4/11/2022                |
| Coldplay                                | Zoe Gotusso + H.E.R.                                               | 5/11/2022                |
| Coldplay                                | Zoe Gotusso + H.E.R.                                               | 7/11/2022                |
| Coldplay                                | Zoe Gotusso + H.E.R.                                               | 8/11/2022                |
| Harry Styles                            | Anita B Queen + Koffee                                             | 3/12/2022                |
| Harry Styles                            | Anita B Queen + Koffee                                             | 4/12/2022                |
| El Cuarteto de Nos                      |                                                                    | 7/1/2023                 |
| The Weeknd                              | Tayhana + Mike Dean + KAYTRANADA                                   | 18/10/2023               |
| The Weeknd                              | Tayhana + Mike Dean + KAYTRANADA                                   | 19/10/2023               |
| Taylor Swift                            | Sabrina Carpenter + LOUTA                                          | 9/11/2023                |
| Taylor Swift                            | Sabrina Carpenter + LOUTA                                          | 11/11/2023               |
| Taylor Swift                            | Sabrina Carpenter + LOUTA                                          | 12/11/2023               |
| Roger Waters                            | Eruca Sativa                                                       | 21/11/2023               |
| Roger Waters                            | Eruca Sativa                                                       | 22/11/2023               |
| Red Hot Chili Peppers                   | Irontom + ¡Outernational!                                          | 24/11/2023               |
| Red Hot Chili Peppers                   | Irontom + ¡Outernational!                                          | 26/11/2023               |
| Duki                                    | Acru                                                               | 2/12/2023                |
| Duki                                    | Acru                                                               | 3/12/2023                |
| Tan Biónica                             |                                                                    | 8/12/2023                |
| María Becerra                           |                                                                    | 23/3/2024                |
| Paul McCartney                          |                                                                    | 05/10/2024               |
| Paul McCartney                          |                                                                    | 06/10/2024               |
| Airbag                                  |                                                                    | 31/05/2025               |
| Airbag                                  |                                                                    | 01/06/2025               |
| Los Piojos                              |                                                                    | 21/06/2025               |
| Los Piojos                              |                                                                    | 22/06/2025               |
| Fuente: www.cariverplate.com.ar         |                                                                    |                          |

## Videojuegos
El estadio Monumental ha sido representado en múltiples ocasiones en las sagas más importantes de videojuegos de fútbol: FIFA, Pro Evolution Soccer / eFootball y EA Sports FC. Aunque no siempre ha tenido su nombre oficial, ya que por temas de licencias algunos juegos han debido recurrir a nombres ficticios, como Estadio Latino, El Monumento o El Grandioso. Sin embargo, en los últimos años River Plate ha establecido acuerdos comerciales con las desarrolladoras de ambas franquicias, lo cual ha permitido que el estadio aparezca en ellos de manera oficial. En agosto de 2024 se anunció su inclusión en el videojuego EA Sports FC 25, contando por primera vez con todos sus detalles actualizados tras las reformas que expandieron su capacidad a 84.567 ubicaciones. El Monumental también ha aparecido en el juego Rugby 08 como el estadio oficial de Los Pumas.
En negrita los juegos en los que está completamente licenciado.
| Franquicia                       | Apariciones | Ediciones                                                              |
| -------------------------------- | ----------- | ---------------------------------------------------------------------- |
| FIFA                             | 12          | 2009, 2010, 2011, 2012, 2013, 2014, 2015, 2016, 2017, 2018, 2019, 2020 |
| Pro Evolution Soccer / eFootball | 12          | 2008, 2010, 2011, 2012, 2014, 2015, 2017, 2018, 2019, 2020, 2021, 2022 |
| EA Sports FC                     | 1           | EA Sports FC 25                                                        |